# Granat ET-40 Filipinka
Filipinka (używano także nazw: ET-40, Perełka, Wańka) – polski ręczny granat zaczepny produkowany w warunkach konspiracyjnych przez wytwórnie Armii Krajowej.

## Historia
Ręczny granat zaczepny Filipinka został skonstruowany w 1940 roku przez Edwarda Tymoszaka (ps. „Filip” lub "Chmielnicki") – pirotechnika pracującego przed wybuchem wojny w wytwórni amunicji nr 2 w Rembertowie. 
Granat produkowano od czerwca 1940 roku w jego mieszkaniu w Rembertowie przy ul. Batorego a najprawdopodobniej od lipca 1940 w budynku szkolnym przy Królewskiej 16. Nadano mu oznaczenie ET-40, lecz bardziej przyjęła się nazwa „Filipinka” pochodząca od pseudonimu konstruktora (Filip Tarło). Znany też był pod nazwą „Wańka”, co wiąże się z używanym od połowy 1941 roku oznakowaniem granatu rosyjskimi literami „ДУГ” (skrót od diesantnaja udarnaja granata), mającymi sugerować, że jest on pochodzenia radzieckiego.
Granaty były produkowane także do 1944 roku w Warszawie, w kamienicy mieszczącej wcześniej szkołę Towarzystwa Krzewienia Wiedzy Handlowej przy ulicy Królewskiej 16; łącznie wykonano około 240 000 sztuk. Organizacja produkcji była prowadzona w ramach działań organizacji niepodległościowej "Unia". Filipinki były powszechnie używane przez oddziały AK w ich akcjach bojowych przez cały okres wojny.

## Opis konstrukcji
Granat Filipinka był ręcznym granatem zaczepnym. Korpus granatu początkowo stanowiła ebonitowa puszka w kształcie walca o średnicy 52 mm i wysokości 95 mm, później puszka ebonitowa została zastąpiona tłoczoną puszką z blachy stalowej.
Granat wypełniony był szedytem (materiałem wybuchowym produkowanym w warunkach konspiracyjnych na bazie chloranu potasu) oraz w niewielkich ilościach sproszkowanym trotylem lub brytyjskim plastikiem. Wybuch był inicjowany przez zapalnik uderzeniowo-bezwładnościowy. Granat wybuchał w momencie uderzenia o ziemię (iglica uderzała w spłonkę, która zapalała materiał inicjujący, doprowadzając do eksplozji zgromadzonego wewnątrz korpusu szedytu).